# Lokadalen
Lokadalen är ett naturreservat i Hällefors och Karlskoga kommuner i Örebro län.
Området är naturskyddat sedan 2007 med utvidgningar åren 2015 och 2019 och är nu 521 hektar stort. Reservatet omfattar vatten och natur i en lång sprickdal. Skogen består av knotiga lövträd och senvuxna granar. Vatten är Trösälven, Paddtjärnen, Södra Trössjön, Norra Trössjön, Långtjärnen, Södra Tröshyttetjärnen, Södra Loken och Norra Tröshyttetjärnen.
Tröshyttan är en liten tackjärnshytta som anlades på 1670-talet inom det nuvarande reservatet och var i drift fram till 1769. Den drevs gemensamt av några gårdar i trakten. Det går alltjämt att se spår av verksamheten i form av slagghögar och äldre körvägar längs dalbotten och den branta slänten. Hyttplatsen känns igen på en frodig ängsgranskog med blåsippa, trolldruva och ormbär.

## Sällsynta arter
Lav: violettgrå tagellav, garnlav.
Svamp: gränsticka, stjärntagging, kandelabersvamp.
Fåglar: tretåig hackspett.